# 10172 Humphreys
10172 Humphreys (1995 FW19) là một tiểu hành tinh vành đai chính được phát hiện ngày 31 tháng 3 năm 1995 bởi Spacewatch ở Kitt Peak.